# Verband Deutscher Anwaltsnotare
Der Verband Deutscher Anwaltsnotare e.V. (VDAN) vertritt die Interessen der Anwaltsnotare. Er wurde im Jahre 1989 als eingetragener Verein gegründet. Der Verband ist auf Bundesebene organisiert. Es bestehen in allen Ländern mit Anwaltsnotariat Landesverbände. Der Verband setzt sich für den Erhalt des Anwaltsnotariats ein. Er vertritt auch Interessen gegenüber dem Gesetzgeber, den Justizverwaltungen und der Öffentlichkeit.